# Michal Šustr
Michal Šustr (* 17. října 1969 Praha) je manažer v oblasti tzv. bílé techniky a bývalý pražský komunální politik. Byl prvním místostarosta Prahy 8. Je členem TOP 09.

## Studia
Vystudoval Základní školu v Praze 5-Zbraslavi, navštěvoval Střední průmyslovou školu stavební a České vysoké učení technické, obor pozemní stavitelství (vysokou školu dokončil v roce 1994). Absolvoval stáže v Itálii a Spojeném království (Universitá degli studii Urbino, Universitá per stranieri Perugia, Newcastle Polytechnic). V roce 2003 ukončil manažerské studium MBA na Sheffield Hallam University. Absolvoval během pracovní kariéry různé kratší vzdělávací pobyty v zahraničí, např. na Wharton-INSEAD ve Fontainebleau ve Francii.

## Pracovní praxe
Po studiích zastával pozice asistenta stavbyvedoucího a stavbyvedoucího ve společnostech Metrostav a Armabeton. V roce 1996 přešel do italské společnosti T.I.S s.r.o, která zastupovala italské výrobce topné a sanitární techniky. V těchto firmách pracoval
v obchodních pozicích do května 1997, kdy získal pozici manažera servisu u italské nadnárodní společnosti Ariston Thermo Group SpA (tehdy Merloni Termosanitari SpA). V této firmě prošel pozicemi obchodního manažera, brand manažera a obchodního ředitele.
V roce 2003 se stal country managerem pro Českou a Slovenskou republiku, v lednu 2008 byl jmenován country managerem pro Česko, Slovensko a Maďarsko. V současné době zastává stejný post a je jednatelem společností Ariston Thermo CZ s.r.o. (podle českého obchodního rejstříku byl jednatelem od 16. dubna 2010 do 19. dubna 2011) a Ariston Thermo Hungaria kft.
Od 1. 2. 2012 odešel na pozici ředitele Aristonu pro techniku a servis v Rusku a Bělorusku.

## Politická angažovanost, veřejné funkce, Centrum Palmovka
V roce 2006 vstoupil do Občanské demokratické strany, místního sdružení Praha 8–Bohnice. Členem ODS byl do roku 2007, kdy členství ukončil především z důvodu "nesouhlasu s poměry v místní a pražské organizaci strany". V srpnu 2009 vstoupil do TOP 09, kde se stal členem regionálního výboru v Praze 8.
Během předvolební kampaně byl Šustr prezentován jako kandidát TOP09 na starostu Prahy 8.
Šustr je propojený s kontroverzním projektem nové budovy radnice Prahy 8, tzv. Centra Palmovka, za více než 1 miliardu korun. Během předvolební kampaně 2010 opakovaně označil tento projekt, který protlačila tehdy vládnoucí ODS rozdílem jediného hlasu tři týdny před volbami, za problematický. Mj. prohlásil: "Namísto podpory občanské vybavenosti, infrastruktury a kultivace životního prostředí současné zastupitelstvo hodlá utratit peníze občanů Prahy 8 za tuto nesmyslně rozsáhlou stavbu. ... V případě úspěchu v nadcházejících komunálních volbách provedeme hloubkovou revizi projektu výstavby nové radnice. Budou-li zjištěna závažná pochybení, uděláme vše pro to, aby veřejné prostředky nebyly vydávány zbytečně."
O měsíc a půl později Šustr v pozici předsedy vyjednávacího týmu TOP09 ohlásil vytvoření koalice s ODS. Prohlásil, že "Během jednání byli zástupci TOP 09 informováni o podrobnostech procesu zadávání této veřejné zakázky, o termínech a o detailech projektu samotného. Zástupci TOP 09 též kladli zúčastněným otázky týkající se právní i věcné stránky procesu. Při jednání nebyly nalezeny skutečnosti, které by nasvědčovaly porušení zákona či věcnému pochybení v projektu." Projekt Centrum Palmovka má realizovat firma Metrostav, ve které Šustr v minulosti pracoval.
Šustr získal pozici prvního místostarosty Prahy 8 a byly mu přiděleny kompetence v oblasti financí, evropských fondů a správy a hospodaření s obecními byty v domech svěřených do správy MČ.
V září 2011 se stal předsedou regionálního sdružení TOP09 v Praze 8, přičemž na této pozici vystřídal náměstka pražského primátora Tomáše Hudečka. Zároveň se stal členem krajského vedení strany v Praze.
Projekt Centrum Palmovka aktivně hájil i během debaty zastupitelů v Libeňské synagoze na podzim 2011. Zde mj. prohlásil, že „nevidí důvod pro diskuzi o projektu s běžnými občany, kteří nikdy nezpracovávali výběrové řízení za miliardu korun“.

## Osobní život
Od roku 1998 žije v Praze 8, je ženatý, bezdětný, manželka pracuje jako státní úřednice. Ve svém volném čase se nejvíce věnuje dálkovým běhům a běžeckému lyžování.